# Il mago (serie televisiva 1973)
Il mago (The Magician) è una serie televisiva statunitense in 22 episodi trasmessi per la prima volta nel corso di una sola stagione dal 1973 al 1974.
È una serie d'avventura a sfondo giallo incentrata sulle vicende di Anthony "Tony" Blake, un prestigiatore che usa le sue abilità per risolvere i crimini. Nel pilot trasmesso il 17 marzo 1973, il personaggio ha il nome di Anthony Dorian. Il cambio di nome è dovuto a un conflitto con il nome di un prestigiatore realmente esistente.

## Personaggi e interpreti
- Anthony Blake (22 episodi, 1973-1974), interpretato da Bill Bixby.
- Jerry Anderson (22 episodi, 1973-1974), interpretato da James Watkins.
- Max Pomeroy (12 episodi, 1973-1974), interpretato da Keene Curtis.
- Dominick (11 episodi, 1974), interpretato da Joseph Sirola.
- Dennis Pomeroy (7 episodi, 1973-1974), interpretato da Todd Crespi.
- Capitano Gottschalk (3 episodi, 1973-1974), interpretato da Wesley Lau.
- Johnny Kroll (3 episodi, 1973-1974), interpretato da Charlie Picerni.
- Paul Gunther (2 episodi, 1974), interpretato da John Colicos.
- Janet Keegan (2 episodi, 1974), interpretata da Carol Lynley.
- Johnson (2 episodi, 1974), interpretato da L.Q. Jones.
- Kalcheim (2 episodi, 1974), interpretato da John Devlin.
- Alan Burke (2 episodi, 1974), interpretato da Joe Maross.
- Charles Keegan (2 episodi, 1974), interpretato da Lloyd Nolan.
- Gilbert (2 episodi, 1974), interpretato da Jack Perkins.

## Produzione
La serie fu prodotta da B 'n' B Pictures Corp. e Paramount Television e girata a Los Angeles, in California, nel Magic Castle  (per gli interni) e negli studios della Paramount. Le musiche furono composte da Patrick Williams.

### Registi
Tra i registi sono accreditati:
- Sutton Roley in 4 episodi (1973-1974)
- Reza Badiyi in 3 episodi (1973)
- Leslie H. Martinson in 2 episodi (1973-1974)
- Marvin J. Chomsky in 2 episodi (1973)
- Bill Bixby
- Arnold Laven

### Sceneggiatori
Tra gli sceneggiatori sono accreditati:
- Bruce Lansbury in 21 episodi (1973-1974)
- Walter Brough in 4 episodi (1973)
- Laurence Heath in 3 episodi (1973-1974)
- Paul Playdon in 3 episodi (1974)
- Marion Hargrove in 2 episodi (1973)
- Larry Brody

## Distribuzione
La serie fu trasmessa negli Stati Uniti dal 17 marzo 1973 al 15 aprile 1974 sulla rete televisiva CBS. In Italia è stata trasmessa con il titolo Il mago.
Alcune delle uscite internazionali sono state:
- negli Stati Uniti il 17 marzo 1973 (The Magician)
- in Belgio il 28 settembre 1974
- in Francia il 27 luglio 1975 (Le magicien)
- in Germania Ovest il 1º aprile 1977 (Der Magier)
- nei Paesi Bassi il 24 aprile 1978 (De illusionist o De magier)
- in Spagna (El mago)
- in Italia (Il mago)

## Episodi
| Stagione       | Episodi | Prima TV USA |
| -------------- | ------- | ------------ |
| Prima stagione | 22      | 1973-1974    |